# Morkillioideae
Morkillioideae, potporodica dvoliskovica (dio reda Zygophyllales), koja dobiva ime po rodu Morkillia čije su dvije vrste meksički endemi. 
Sastoji se od 3 roda sa ukupno 4 ili 5 vrsta. Grm Viscainoa pinnata (I.M.Johnst.) Gentry, neki vode kao podvrstu vrste Viscainoa geniculata.

## Rodovi
- Morkillia Rose & J.H.Painter (2 spp.)
- Sericodes A.Gray (1 sp.)
- Viscainoa Greene (1 sp.)